# Prova d'esforç
Una prova d'esforç, també és anomenada ergometria, és una prova de diagnosi que consisteix en realitzar el registre d'un electrocardiograma durant un esforç controlat.

## Procediment
Es realitza una prova ambulatòria. La prova requereix que el pacient no fumi almenys 8 hores abans de l'estudi, vagi equipat amb roba còmoda, i porti un calçat apropiat (sabatilles d'esport o similar) per caminar. Cal explicar al pacient com es realitza la prova.
Es col·loquen en el pacient uns elèctrodes adhesius en el tòrax (si hi ha massa pèl en el tòrax del pacient és necessari afaitar-lo), es connecta l'aparell, i seguint les instruccions, el pacient ha de caminar sobre una cinta en moviment o seure en una bicicleta estàtica. El pacient ha d'indicar al personal mèdic present en la prova, qualsevol possible incidència (fatiga, cansament, dolor en el pit, palpitacions, etc). En tot moment es té el control de la pressió arterial i del electrocardiograma, si durant la realització de l'exercici, el pacient presenta una angina de pit, es diu que la prova ha estat clínicament positiva (en cas contrari, la prova es considera clínicament negativa). La prova es considera finalitzada quan el pacient ha aconseguit el 85% de la freqüència cardíaca recomanada per a la seva edat.

## Instruccions, precuacions, i riscos
- Precaucions prèvies: No cal precaucions especials. Cal seguir les instruccions del seu metge, que li indicarà si ha de suspendre o no la seva medicació; abans de la prova d'esforç cal fer dejuni, i seguir les recomanacions del seu especialista.
- Precaucions posteriors: La prova no requereix precaucions posteriors.